# Ashmore (Illinois)
Ashmore is een plaats (village) in de Amerikaanse staat Illinois, en valt bestuurlijk gezien onder Coles County.

## Demografie
Bij de volkstelling in 2000 werd het aantal inwoners vastgesteld op 809.
In 2006 is het aantal inwoners door het United States Census Bureau geschat op 765, een daling van 44 (-5,4%).

## Geografie
Volgens het United States Census Bureau beslaat de plaats een oppervlakte van
2,2 km², geheel bestaande uit land. Ashmore ligt op ongeveer 203 m boven zeeniveau.

## Plaatsen in de nabije omgeving
De onderstaande figuur toont nabijgelegen plaatsen in een straal van 20 km rond Ashmore.